# Tetra Pak

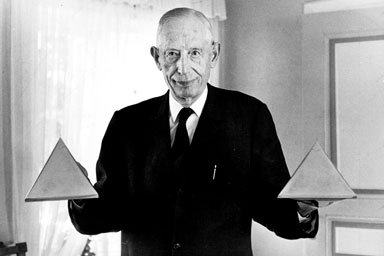
Ruben Rausing in 1965

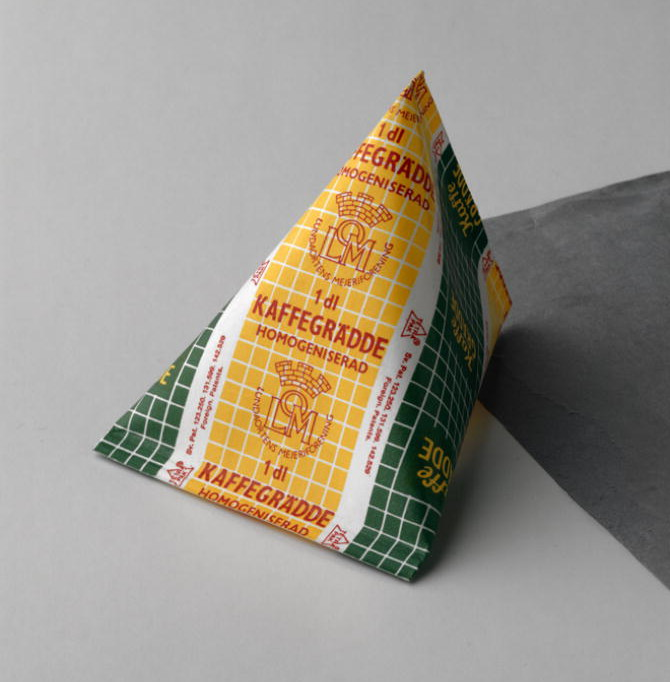
Eerste verpakking van Tetra Pak

Tetra Pak is een multinationale onderneming uit Zweden. De onderneming is wereldwijd marktleider in kartonnen verpakkingen voor de voedingsindustrie, zoals verpakkingen voor melk, vla, vruchtensappen en conserven. Ruimtebesparing en stapelbaarheid zijn grote voordelen van de door Tetra Pak gebruikte verpakkingen. Tetra Pak verpakt enkel vloeibare levensmiddelen. Het materiaal van een drankkarton als geheel wordt ook wel gelamineerd papier genoemd.  Een tetraëder is een regelmatig viervlak.

## Geschiedenis
Tetra Pak is onderdeel van het familiebedrijf Tetra Laval. Het is in 1951 opgericht door Ruben Rausing en Erik Wallenberg. De onderneming is in handen van de derde generatie van de familie Rausing. De naam van het bedrijf is afgeleid van het eerste product, een kartonnen drankverpakking in de vorm van een viervlak.

## Activiteiten
Tetra Pak is een onderdeel van het familiebedrijf Tetra Laval. Tetra Pak is veruit het grootste bedrijfsonderdeel, de twee andere onderdelen van Tetra Laval zijn DeLaval and Sidel.
Tetra Pak verkoopt in meer dan 160 landen en beschikt over 52 productielocaties. De omzet wordt min of meer in gelijke delen behaald in Azië, Noord- en Zuid-Amerika en in Europa, Midden-Oosten en Afrika. Verpakkingen voor de melkindustrie zijn veruit het belangrijkst met een omzetaandeel van 60% gevolgd door verpakkingen voor vruchtensappen. Deze laatste groep vertegenwoordigt ongeveer een vijfde van de totale omzet. In 2022 leverde Tetra Pak in totaal 193 miljard verpakkingen. Het hoofdkantoor is gevestigd in Zwitserland. Er werken wereldwijd ongeveer 24.000 mensen.

### Tetra Pak Benelux
Tetra Pak is sterk aanwezig in de Benelux; sinds 1954 is de onderneming actief in Nederland. Sinds de jaren 70 exploiteert Tetra Pak in Moerdijk een grote verpakkingsfabriek. Deze verpakkingsfabriek werd eind 2014 gesloten wegens overcapaciteit. Er werkten bij Tetra Pak Nederland zo'n 715 mensen, maar door de sluiting van de fabriek in Moerdijk verdwenen hiervan ongeveer 215 banen. Na de sluiting van de fabriek is het kantoor verhuisd naar Dordrecht.

## Overige
Er verscheen in april 2008 voor Tetra Pak een speciaal verhaal in de serie van Suske en Wiske, de De bosbollebozen.